# 金武映
金武映（韓語：김무영，羅馬化：Kim Mu-young，1986年12月15日—），本名金俊浩（김준호），韩国歌手、演員、棒球选手，JYJ成員金俊秀的双胞胎哥哥。于2010年3月28日正式签约中国经纪公司，开始在中国进行演艺活动。2014年与C-Jes娱乐签约後開始採用金武映這個名字。

## 簡介
韓國新生代優質偶像金俊浩，棒球運動員時期鍛鍊出的完美身材外加188cm的身高，釋放出與弟弟金俊秀完全不同的魅力。2008年開始，在韓國不僅參加了娛樂電視節目，還作為模特拍攝了廣告，在成為歌手之前就已經備受關注。由於負傷而結束了自己的棒球生涯後，2010年正式進入中國娛樂圈出道，2011年8月3日，將正式加盟日本avex，以在日本製作的原創歌曲出道。 
出道後短短一年的時間內，先後在中國、日本、新加坡、泰國等多個亞洲國家舉辦了亞洲巡迴 Show case。並在第6屆勁歌王全球華人樂壇年度總選頒獎禮上獲得新人獎。雖然是新人，但他擁有著足夠的實力來榮耀亞洲。 
俊浩在出道前向大家表示：“非常感謝大家一直以來對我的支持。這次加入avex大家庭後將會有更多的機會在日本與大家見面，我真的非常高興，我一定會努力的！” 
除此之外，2011年年夏天發售了由幻冬舍出版公司出版的限量版寫真集。更值得一提的是，4月29日金俊浩參加了在日本代代木體育館舉行的復興支援活動<girls award>的演出！
有一個異卵同生雙胞胎的弟弟JYJ裡的金俊秀。

## 慈善活動
2009年5月8日到11日，一場別開生面的慈善晚宴――國際明星慈心行將在成都舉行，主辦單位除了請到黎明、林志玲等國內紅星外，也特別邀請了韓國藝人金俊浩出席。各明星在現場義賣心愛物品。俊浩帶去了自己最珍惜的十字架項鍊和弟弟的T恤衫進行義賣，義賣所得將用於四川特困少數民族貧困學校的重建。
8日下午14點30分金俊浩到達成都，雖然當天的氣溫很低，並伴有小雨，但是在航班到達前，機場早已匯聚了大約200多名粉絲，組織了接機活動，機場掛滿了應援的橫幅，粉絲們不停地喊著金俊浩的名字。雖然語言不通，雖然國度不同，但是金俊浩還是積極參加慈善活動，讓四川人民感受到了俊浩對災區的關心，對慈善活動的重視。 
在8日當晚的紅地毯活動，成都粉絲再次用自己獨特的方式表達了對金俊浩的歡迎與支持，歡呼聲和應援口號震撼全場，金俊浩本人也非常感動。當晚的義賣會上，俊浩的私人項鍊被以3萬元的高價拍走；其弟弟的T恤衫也拍出了5000元的善款，俊浩成都應援會的粉絲們也自發捐款，全力支持俊浩的愛心慈善活動。 
9日早上7點，在本次活動的策劃人、發起人李澤琪先生的領導下，俊浩等一行人共同前往災區慰問，歷經12小時路程到達孜州丹巴縣東穀小學等貧困學校進行慰問，受到當地領導，老師和百姓的熱烈歡迎。10日中午，大家帶著不捨與感恩的心送走了俊浩及一行人。 
5月11日晚7點左右，在成都機場俊浩應援會自發組織了為俊浩送機活動，她們用非常熱情的方式表達了對俊浩為四川孩子帶去無限關愛的感激之情，再次令俊浩感受到了成都人民對他的支持和喜愛，他頻頻向大家揮手致謝，在場的粉絲都被他的善良和溫柔感動著，同時期待著他再次到成都。 

## 演藝經歷
- 08年4月 音樂戲劇“Gaspel”出現
- 08年11月 MBC《介紹明星的朋友》出現
- 09年1月 拍攝“三育牛奶”廣告
- 09年1月 “ETN媒體新聞”錄播拍廣告現場
- 09年5月 成都參加“樂行天下慈善義賣”為北川小學重建捐款
- 09年6月 湖南衛視《天天向上》
- 09年6月 湖南衛視金鷹訪談
- 09年6月 快樂家油站
- 09年6月 第六屆勁歌王全球華人樂壇年度總選頒獎禮 獲得新人獎
- 09年7月 魔力寶貝選拔大賽評委
- 09年8月 A8原創音樂盛典新聞發佈會
- 09年8月 中國首場媒體親友會
- 09年8月 太原韓國文化旅遊推廣
- 09年10月 中國首張單曲發行——《我愛你》
- 10年3月28日 首場SC北京場
- 10年4月5日 搜狐專訪
- 10年4月6日 央視網 明星來了
- 10年4月7日 星週刊專訪
- 10年4月12日 樂藝雜誌 KUGOU專訪
- 10年4月18日 日本SC
- 10年4月22日 風尚志發佈會
- 10年4月24日 香港新聞評報專訪
- 10年5月1日 新加坡SC

## 音樂作品

### 專輯
- 2012年：《STYLE》（日語）

### 單曲
- 2010年：《Zuno Beginning》（華語）
- 2011年：《Fate》（日語）
- 2011年：《Believe... ~Kimi Wo Shinjite~》（日語）
- 2012年：《Everything》（日語）
- 2013年：《Ring》（日語）

### 作詞
- JYJ〈Mission〉
- XIA〈Tarantallegra〉
- XIA〈轉了又轉〉
- XIA〈Fever〉

## 演出作品
- 2012年：TV朝鮮《好運來》
- 2012年：KTV《ピロートーク〜ベッドの思惑〜》
- 2013年：MBC《奇皇后》